# Volta a Cataluña 1947
La Volta a Cataluña 1947 fue la 27ª edición de la Volta a Cataluña. Se disputó en 9 etapas del 7 al 14 de septiembre de 1947 con un total de 1.357 km. El vencedor final fue el español Emilio Rodríguez.
Esta edición coincidía con el 25º aniversario de la Unió Esportiva Sants, y se organizó una prueba que se consideró muy dura. Se repartieron bonificaciones de veinte segundos a los primeros ciclistas que pasaran por los diferentes puertos.
La carrera fue dominada por los ciclistas de la UE Sants. La etapa clave fue la tercera, donde Emilio Rodríguez y Miguel Gual se escaparon llegaron con más de quince minutos de ventaja en la meta de Figueras. Al final ganó Rodríguez, que también se llevó la clasificación de la montaña. 

## Etapas
| Etapa | Fecha            | Ciudades de etapa       | km    | Vencedor de la etapa | Líder de la general |
| ----- | ---------------- | ----------------------- | ----- | -------------------- | ------------------- |
| 1º    | 7 de septiembre  | Montjuic - Montjuic     | 46,0  | Antonio Gelabert     | Antonio Gelabert    |
| 2º    | 7 de septiembre  | Barcelona - Vich        | 109,0 | Miguel Poblet        | Miguel Poblet       |
| 3º    | 8 de septiembre  | Vich - Figueras         | 126,0 | Emilio Rodríguez     | Emilio Rodríguez    |
| 4º    | 9 de septiembre  | Figueras - Berga        | 174,0 | Miguel Gual          | Miguel Gual         |
| 5º    | 10 de septiembre | Berga - Seo de Urgel    | 159,0 | Pedro Font           | Emilio Rodríguez    |
| 6º    | 11 de septiembre | Seo de Urgel - Igualada | 177,0 | Miguel Gual          | Emilio Rodríguez    |
| 7º    | 12 de septiembre | Igualada - Tortosa      | 207,0 | Miguel Poblet        | Emilio Rodríguez    |
| 8º    | 13 de septiembre | Tortosa - Tarragona     | 208,0 | Miguel Gual          | Emilio Rodríguez    |
| 9º    | 14 de septiembre | Tarragona - Barcelona   | 148,0 | Miguel Poblet        | Emilio Rodríguez    |

### 1ª etapa[1]
07-09-1947: Barcelona - Barcelona. 46,0 km
|   | Ciclista         | Equipo          | Tiempo     |
| - | ---------------- | --------------- | ---------- |
| 1 | Antonio Gelabert | Daltón Auto     | 1h 13' 15" |
| 2 | Bernardo Ruiz    | UE Sants        | m. t.      |
| 3 | José Serra       | C.C. Barcelonès | + 14"      |

|   | Ciclista         | Equipo          | Tiempo     |
| - | ---------------- | --------------- | ---------- |
| 1 | Antonio Gelabert | Daltón Auto     | 1h 13' 15" |
| 2 | Bernardo Ruiz    | UE Sants        | m. t.      |
| 3 | José Serra       | C.C. Barcelonés | + 14"      |

### 2ª etapa
9-09-1947: Barcelona - Vic. 109,0 km
|   | Ciclista      | Equipo              | Tiempo     |
| - | ------------- | ------------------- | ---------- |
| 1 | Miguel Poblet | UE Sants            | 3h 12' 15" |
| 2 | Jacques Geus  | Fútbol de Sobremesa | + 01"      |
| 3 | Juan Gimeno   | Chicles Tabay       | m. t.      |

|   | Ciclista          | Equip               | Temps      |
| - | ----------------- | ------------------- | ---------- |
| 1 | Miguel Poblet     | UE Sants            | 4h 25' 59" |
| 2 | Jacques Geus      | Fútbol de Sobremesa | + 17"      |
| 3 | Celestino Camilla | Galindo             | + 18"      |

### 3ª etapa
10-09-1947: Vic - Figueres. 126,0 km
|   | Corredor         | Equipo        | Tiempo     |
| - | ---------------- | ------------- | ---------- |
| 1 | Emilio Rodríguez | UD Sants      | 3h 47' 12" |
| 2 | Miguel Gual      | UD Sants      | m. t.      |
| 3 | Joaquín Olmos    | Chicles Tabay | + 15' 43"  |

|   | Ciclista         | Equipo   | Tiempo     |
| - | ---------------- | -------- | ---------- |
| 1 | Emilio Rodríguez | UD Sants | 8h 20' 01" |
| 2 | Miguel Gual      | UD Sants | + 25"      |
| 3 | Miguel Poblet    | UD Sants | + 08' 53"  |

### 4ª etapa[2]
09-09-1947: Figueres - Berga. 174,0 km
|   | Corredor         | Equipo              | Tiempo     |
| - | ---------------- | ------------------- | ---------- |
| 1 | Miguel Gual      | UD Sants            | 5h 41' 09" |
| 2 | Jérôme Dufromont | Fútbol de Sobremesa | + 01' 46"  |
| 3 | Emilio Rodríguez | UD Sants            | m. t.      |

|   | Ciclista         | Equipo              | Tiempo      |
| - | ---------------- | ------------------- | ----------- |
| 1 | Miguel Gual      | UD Sants            | 14h 01' 35" |
| 2 | Emilio Rodríguez | UD Sants            | + 01' 21"   |
| 3 | Jérôme Dufromont | Fútbol de Sobremesa | + 11' 27"   |

### 5ª etapa[3]
10-9-1947: Berga - La Seu d'Urgell. 159,0 km
|   | Ciclista            | Equipo          | Tiempo     |
| - | ------------------- | --------------- | ---------- |
| 1 | Pedro Font          | Royal           | 5h 28' 30" |
| 2 | Joaquín Filba       | C.C. Granollers | + 02"      |
| 3 | Georges Aeschlimann | Gesarol         | + 25"      |

|   | Ciclista            | Equipo   | Tiempo      |
| - | ------------------- | -------- | ----------- |
| 1 | Emilio Rodríguez    | UD Sants | 19h 37' 51" |
| 2 | Miguel Gual         | UD Sants | + 04' 24"   |
| 3 | Georges Aeschlimann | Gesarol  | + 10' 51"   |

### 6ª etapa[4]
11-09-1947: La Seu d'Urgell - Igualada. 177,0 km
|   | Ciclista         | Equipo              | Tiempo     |
| - | ---------------- | ------------------- | ---------- |
| 1 | Miguel Gual      | UD Sants            | 6h 01' 01" |
| 2 | Jacques Geus     | Fútbol de Sobremesa | m. t.      |
| 3 | Emilio Rodríguez | UD Sants            | m. t.      |

|   | Ciclista            | Equipo   | Tiempo      |
| - | ------------------- | -------- | ----------- |
| 1 | Emilio Rodríguez    | UD Sants | 25h 38' 32" |
| 2 | Miguel Gual         | UD Sants | + 04' 44"   |
| 3 | Georges Aeschlimann | Gesarol  | + 11' 17"   |

### 7ª etapa[5]
12-9-1947: Igualada - Tortosa. 207,0 km
|   | Corredor      | Equipo        | Tiempo     |
| - | ------------- | ------------- | ---------- |
| 1 | Miguel Poblet | UD Sants      | 7h 01' 25" |
| 2 | Miguel Gual   | UD Sants      | m. t.      |
| 3 | Joaquín Olmos | Chicles Tabay | m. t.      |

|   | Ciclista            | Equipo   | Tiempo      |
| - | ------------------- | -------- | ----------- |
| 1 | Emilio Rodríguez    | UD Sants | 32h 23' 02" |
| 2 | Miguel Gual         | UD Sants | + 04' 44"   |
| 3 | Georges Aeschlimann | Gesarol  | + 11' 17"   |

### 8ª etapa[6]
13-9-1947: Tortosa - Tarragona. 208,0 km
|   | Corredor        | Equipo              | Tiempo     |
| - | --------------- | ------------------- | ---------- |
| 1 | Miguel Gual     | UD Sants            | 7h 47' 20" |
| 2 | Jacques Geus    | Fútbol de Sobremesa | m. t.      |
| 3 | Erich Ackermann | Gesarol             | m. t.      |

|   | Ciclista            | Equipo   | Tiempo      |
| - | ------------------- | -------- | ----------- |
| 1 | Emilio Rodríguez    | UD Sants | 40h 09' 45" |
| 2 | Miguel Gual         | UD Sants | + 05' 21"   |
| 3 | Georges Aeschlimann | Gesarol  | + 11' 59"   |

### 9ª etapa[7]
14-9-1947: Tarragona - Barcelona. 148,0 km
|   | Ciclista        | Equipo   | Tiempo     |
| - | --------------- | -------- | ---------- |
| 1 | Miguel Poblet   | UD Sants | 3h 00' 42" |
| 2 | Miguel Gual     | UD Sants | m. t.      |
| 3 | Émile Freivogel | Gesarol  | + 04' 58"  |

|   | Ciclista            | Equipo   | Tiempo      |
| - | ------------------- | -------- | ----------- |
| 1 | Emilio Rodríguez    | UD Sants | 44h 51' 05" |
| 2 | Miguel Gual         | UD Sants | + 05' 21"   |
| 3 | Georges Aeschlimann | Gesarol  | + 11' 59"   |

## Clasificación General
|    | Ciclista             | Equipo               | Tiempo      |
| -- | -------------------- | -------------------- | ----------- |
|    | Emilio Rodríguez     | UE Sants             | 44h 51' 05" |
| 2  | Miguel Gual          | UD Sants             | + 5' 21"    |
| 3  | Georges Aeschlimann  | Gesarol              | + 11' 59"   |
| 4  | Joaquín Filba        | C.C. Granollers      | + 20' 51"   |
| 5  | Miguel Poblet        | UD Sants             | + 37' 44"   |
| 6  | Jacques Geus         | Fútbol de Sobremesa  | + 40' 51"   |
| 7  | Bernardo Capó        | UD Sants             | + 43' 09"   |
| 8  | Gottfried Weilenmann | Gesarol              | + 47' 44"   |
| 9  | Pedro Font           | Procedimientos Roval | + 53' 52"   |
| 10 | José Serra           | C.C. Barcelonés      | + 54' 28"   |

## Clasificación de la montaña
|   | Ciclista         | Equipo   | Puntos |
| - | ---------------- | -------- | ------ |
| 1 | Emilio Rodríguez | UE Sants | 20     |
| 2 | Miguel Gual      | UD Sants | 12     |
| 3 | Pedro Font       | Royal    | 10     |